# Pascual Chávez Villanueva

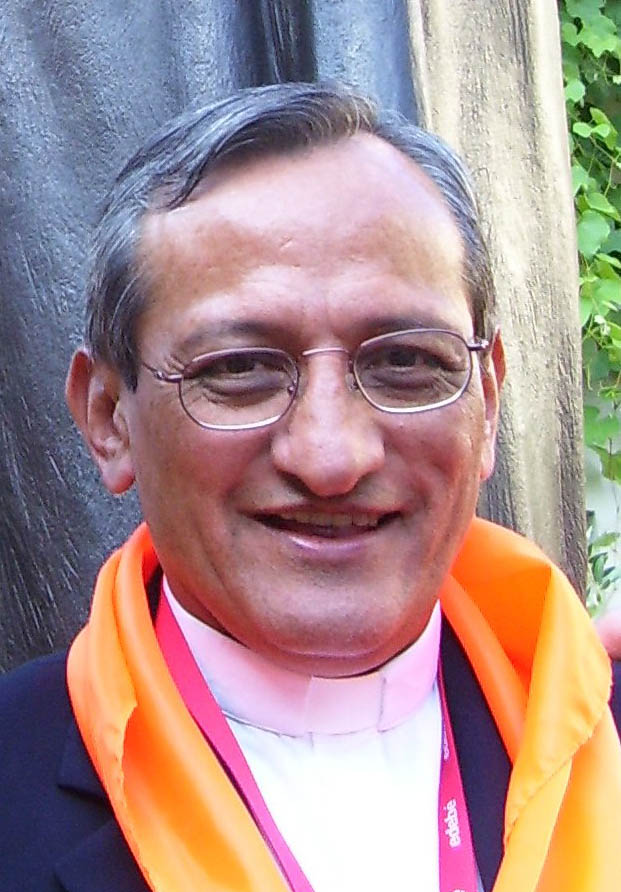

Pascual Chávez Villanueva, S.D.B., (San Luis Potosi, 20 december 1947) is een Mexicaans rooms-katholiek priester en was generaal overste van de orde van de Salesianen van Don Bosco.
Hij trad in 1970 in bij de Salesianen en werd in 1973 tot priester gewijd. In 2002 volgde hij Juan Edmundo Vecchi als 9e opvolger van Don Bosco als overste van de Salesianen. In deze functie werd hij bijgestaan door Luc Van Looy als vicaris-generaal. In 2008 werd hij herverkozen en hij bleef in functie tot 2014. Hij werd opgevolgd door de Spanjaard Angél Fernández Artime.
- Gemeinsame Normdatei: 124518680
- International Standard Name Identifier: 0000 0000 7869 2925
- Library of Congress Control Number: nr2004005883
- Nationale Bibliotheek van Tsjechië: mzk2006368118
- Nationale Bibliotheek van Polen: a0000002535736
- Istituto Centrale per il Catalogo Unico: LIGV011001
- Système universitaire de documentation: 148727867
- Virtual International Authority File: 84687285
- WorldCat: E39PBJbCJckQfRHfG4kGbbxRrq